# Carlforsska gymnasiet

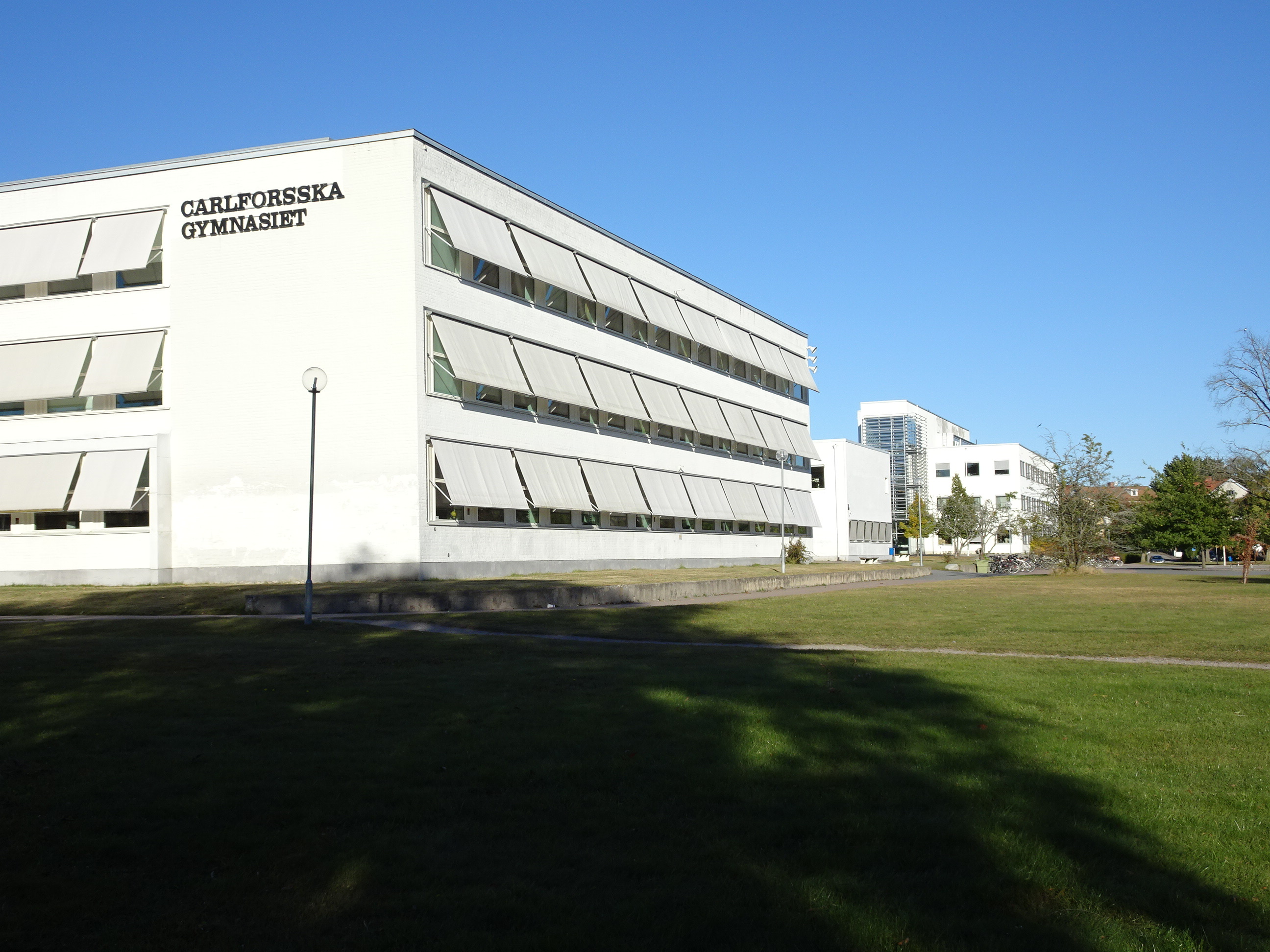
Carlforsska gymnasiet 2016

Carlforsska gymnasiet är en gymnasieskola i Västerås kommun. Skolan startade som ett handelsgymnasium i Västerås 1953. Gymnasiet är uppkallat efter sin första rektor, Knut Carlfors, Carlfors var rektor under åren 1953-1958.

## Lokaler
En stor del av Carlforsska gymnasiet byggdes under 1960-talet och blev klar 1 juli 1961. I lokalerna fanns från början Kristiansborgsskolan, som inte ska förväxlas med den nuvarande skolan med samma namn. Genom åren har omfattande renoverings-, och om- och tillbyggnadsarbeten genomförts. Carlforsska gymnasiet består av ett flertal byggnader. Ett samarbete rörande lokaler sker också med närliggande Mälardalens högskola.

## Elevverksamhet
Carlforsska gymnasiet är hemskola för idrottsföreningen Carlforsska IF.

## Program[3]
Högskoleförberedande
Ekonomiprogrammet
Ekonomisk spetsutbildning
Estetiska programmet
IB-programmet
Samhällsvetenskapsprogrammet
Yrkesförberedande
Försäljning- och serviceprogrammet
Vård och omsorgsprogrammet
Introduktionsprogram
Indviduellt alternativ
Individuellt alternativ, Fenix
Individuellt alternativ, Wegas
Språkintroduktion

## Alumner
- Jonne Bentlöv
- Maja Nilsson Lindelöf
- Maria Montazami
- Henric och Joanna Stillman
- Björn Yttling
- Marit Bergman